# Canal Terrassa Vallès

Cobertura TDT de Canal T.

Canal Terrassa tv es la televisión local de los ayuntamientos de Tarrasa, Matadepera y Viladecavalls y que emite para toda la demarcación de Sabadell, que cubre todo el Vallés Occidental.
Este canal es la transformación de Canal Terrassa tv, el canal público de la ciudad, para dar cabida a Matadepera y Viladecavalls, con su entrada en la TDT desde octubre de 2009.
La Producción propia del canal se centra en los informativos y programas culturales y de debate, y programas de entretenimiento.
Canal Terrassa tv es la televisión pública local que emite por TDT y en HD a través del canal 45 en toda la comarca del Vallès Occidental. Se fundó el 17 de enero de 1986 con el nombre de TVT. Este nacimiento fue fruto de la coincidencia entre la voluntad política y el interés de un grupo de terrassencs para crear un nuevo medio de comunicación local. Iniciar una televisión pública local abierta en toda la ciudad y que garantizara el derecho a la información de toda sociedad democrática.
Es una televisión de servicio que da mucha importancia a los contenidos. Con la proximidad como eje vertebrador, Canal Terrassa tv ofrece 24 horas diarias de programación. Esta prioriza la información local, con dos ediciones de noticias de lunes a viernes y otra los fines de semana. También destacan los espacios de entrevistas, participación, deportes y debates, con una gran presencia de entidades diversas de la ciudad.
Canal Terrassa tv forma parte de la Red de Televisiones Locales, organismo que agrupa más de 65 televisiones locales de todo Catalunya.
En analógico, se ha podido sintonizar desde los inicios a través del canal 36 de la UHF y a partir del  2009,  se emite en TDT, se puede ver a través del canal 45 a toda la demarcación del Vallès Occidental.
La televisión municipal de Tarrasa ha sido galardonada en varias ocasiones con premios de prestigio en el ámbito de la comunicación, que otorgan una garantía de calidad a nuestro trabajo. Destacan el premio Miramar como mejor televisión local; el premio Miramar como mejor programa de entretenimiento por “Mans”, el 2006, y el premio TAC por “Ingràvits”, el único programa de televisión dedicado al mundo de la danza en Catalunya.

### Emisiones Deportivas
El Canal Terrassa, emite competiciones regionales catalanes, en deportes como Hockey, Futbol o Baloncesto, y también a nivel nacional un partido en abierto cada jornada de la Tercera Federación.